# Mammillaria pottsii
Mammillaria pottsii är en kaktusväxtart som beskrevs av Friedrich Frederick Scheer och Salm-dyck. Mammillaria pottsii ingår i släktet Mammillaria och familjen kaktusväxter. Inga underarter finns listade i Catalogue of Life.

## Bildgalleri

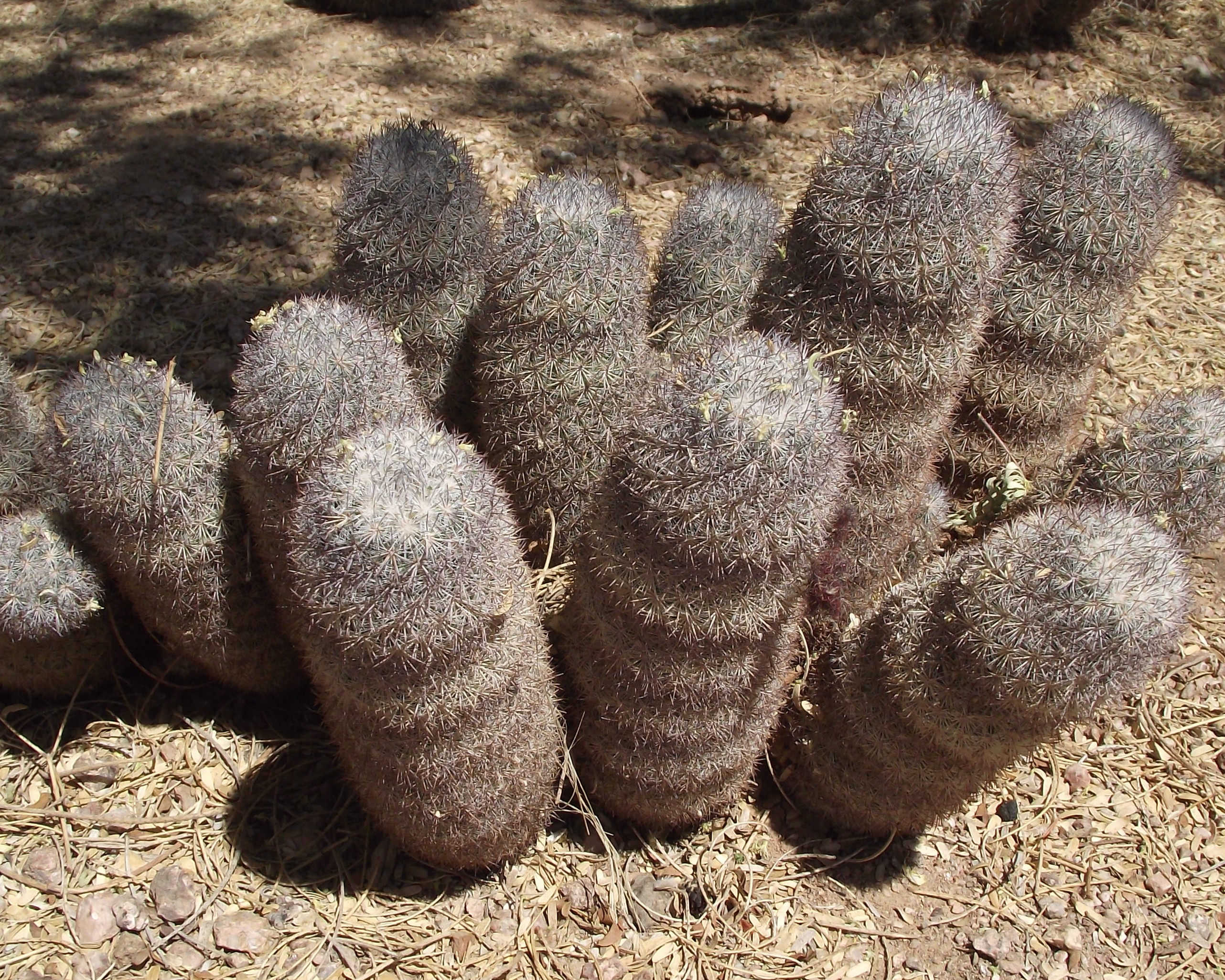